# Kapitularz (zbiór praw)
Kapitularz – zbiór praw z czasów Karola Wielkiego i jego następców. Kapitularze zawierały najczęściej przepisy prawa publicznego, ich nazwa pochodzi od łacińskiego terminu capitula oznaczającego rozdział zarządzeń królewskich.

## Rodzaje karolińskich kapitularzy
- capitularia legibus addenda – uzupełnianie i zmiana praw szczepowych
- capitularia missorum – instrukcje dla wysłanników królewskich w których wskazano zasady, na jakich wysłannicy mieli rozstrzygać spory
- capitularia per se scribenda – obowiązywały na terenie całego państwa, regulowały prawo publiczne